# 차길진
차길진(車吉辰, 1947년 5월 27일~2019년 12월 3일)은 KBO 리그 키움 히어로즈 구단주 직무 대행 등을 거쳐, 사단법인 후암미래연구소 소장 등을 역임했던, 대한민국의 작가 겸 소설가였으며, 칼럼니스트·수필가·공연 기획자·연극 연출가·투자가·CEO 벤처 기업가 등으로 활동하기도 하였다.

## 생애
차길진의 가계 중 할아버지뻘 되는 인물이 보천교 교주 차경석이고, 차경석의 아버지는 동학농민운동에서 전봉준의 참모로 일한 차치구였다. 차길진의 아버지는 중국 황포군관학교를 나와 독립운동에 참여했고, 한국 전쟁 중 지리산에서 빨치산 토벌 작전에 참가한 경찰 경무관 차일혁이다.
1947년 5월 27일 전라북도 전주시에서 태어났다. 어릴 때부터 영혼을 보거나 미래를 예지하는 신비 체험을 자주 했다고 주장한다. 성장기에 아버지의 부임지를 따라 이곳저곳 다니다가 12세 때(1958년) 함께 금강에서 수영하던 아버지가 익사하는 경험을 했다.
칼럼니스트, 작가, 공연기획자, 벤처기업가 등으로 활동하였다. 2008년에는 한국 프로야구 히어로즈 구단의 구단주 대행에 취임하였다.
저서로 소설 《애정산맥》을 비롯하여 논픽션이나 수필집인 《영혼의 목소리》, 《영혼을 다스리는 49가지 이야기》, 《차길진과 함께 떠나는 영혼산책》, 《마음산책》 등이 있고, 1990년 <월간중앙> 복간 1주년 기념 논픽션공모에 수상한 《빨치산 토벌대장 차일혁의 수기》를 출간했고, 1991년엔  <토요신문>에서《하우스만 특별인터뷰 - 대한민국 창군 비화》특종상, 2012년에는《카르마》로 대한민국오페라대상 특별상을 수상했다.
2019년 12월 3일 뇌종양으로 타계했다.

## 참조
- KARMA 1-1 카르마(차길진 작사) 이탈리아 현지 피에베 디 솔리고 공연 1-1
- KARMA 1-2 카르마(차길진 작사) 이탈리아 현지 피에베 디 솔리고 공연 1-2
- KARMA 1-3 카르마(차길진 작사) 이탈리아 현지 피에베 디 솔리고 공연 1-3
- KARMA 1-4 카르마(차길진 작사) 이탈리아 현지 피에베 디 솔리고 공연 1-4
- KARMA 2-1 카르마(차길진 작사) 이탈리아 현지 피에베 디 솔리고 공연 2-1
- KARMA 2-2 카르마(차길진 작사) 이탈리아 현지 피에베 디 솔리고 공연 2-2
- KARMA 카르마(차길진 작사) 이탈리아 현지 피에베 디 솔리고 공연 2-2
- 창작오페라 카르마(차길진 대본, 3막 6장 23곡) 서울 예술의전당
- 창작오페라 카르마(차길진 대본, 3막 6장 23곡) 서울 예술의전당 '이 순간 속에 사랑은 영원하리'
- 창작오페라 카르마(차길진 대본, 3막 6장 23곡) 서울 예술의전당 '내 조국 지켜내리'
- 차길진, 예술계에서도 국가공인 파워맨…'문화훈장' 부전자전 영예 보관됨 2014-10-29 - 웨이백 머신